# 孙悦 (篮球运动员)
孙悦（1985年12月6日—），河北省沧州市人，中国前职业篮球运动员，曾效力於联盟的北京奥神，在2007年NBA选秀中以第二轮第40顺位入选洛杉矶湖人队，成为第八位在NBA选秀中入选的亚洲籍球员。是亚洲第二个NBA总冠军戒指的拥有者。

## CBA和ABA生涯
1993年，进入河北省沧州市体校就讀，1999年进入河北省体校学习。
2000年，进入北京奥神篮球队参加中国男子篮球职业联赛，2003-04年赛季孙悦在和广东华南虎的比赛中首次在CBA联赛出场，在球队落后广东20多分的情况下，于6分钟内完成逆转，击败广东华南虎。在第一个CBA赛季中取得场均3.6分、1.8个篮板、1.3次助攻。
2005年，由于奥神和中国篮协的一系列矛盾而远渡重洋加盟了美国ABA联盟，2005年1月5日，他在ABA联盟一场拿下12分、14个篮板球、12个助攻、8个封盖和4个断球，2006年1月21日孙悦首选进ABA西区明星队，美国权威职业篮球球员网站以“孙悦在ABA表现出了自己疯狂的数据”为题报道孙悦。在ABA联赛2005-06赛季中的孙悦场均砍下9.5分、6.4次助攻；2006-07赛季，他的数据达到了13.5分、10.5助攻、6.0篮板，并入选了ABA全明星阵容和ABA最佳阵容第一队。
2013年9月25日，有消息称孙悦、张松涛、李伟、黄海贝这四名球员确定已被租借至北京金隅，征战2013年全国运动会男篮比赛和2013-14赛季CBA联赛，这将是孙悦时隔8年后再度回归国内联赛。随后奥神老板李苏突然离世，奥神队由此宣布解散，所有球员被遣散，而被租借到北京的这四名球员也将在2014赛季结束后成为自由球员，其中孙悦将很有希望被北京金隅正式留下。2014年2月19日，孙悦第一次入选CBA全明星赛北区首发阵容，比赛中他获得28分，5次助攻，4个篮板和2次抢断，率领北区118-102战胜南区，获得全明星赛MVP。

## 中国国家队时期

### 初期
孙悦受到立陶宛籍主教练尤纳斯·卡兹劳斯卡斯的青睐。 2005年，孙悦入选中国国家男子篮球队，在代表中国国家队出战的22场正式比赛中，孙悦场均拿到3.9分、2.2次助攻，2006年的多哈亚运会中国同乌兹别克斯坦队的小组赛中，孙悦砍下其在国家队生涯单场最高的22分。孙悦国家队经历包括，2005年随中国队夺得卡塔尔多哈亚锦赛男子篮球冠军；进入临时改编的国家队参加东亚运动会获得季军；2006年随中国队闯进世界篮球锦标赛12强并且夺得多哈亚运会男子篮球冠军。

### 2008年北京奧運会
2008年，孫悅參加了北京奧運，孫悅是先發得分後衛。在總共的6場比賽中，孫悅場均出場28分鐘，取得6.8分、1.7個籃板、2.5次助攻和1.33次抄截。最為人注目的是他的控球能力及封盖能力，在分組賽對美國隊的比賽中，他就曾封盖霍華德（D. Howard）和安东尼（C. Anthony）。美國隊的主將布莱恩特（K. Bryant）及保羅（C. Paul）也盛讚這位中國隊後衛有著出色的天賦；甚至有美國媒體稱其為小一號的東尼·庫柯奇（Toni Kukoc）。

### 2009年天津亚锦赛
2009年，孫悅參加天津男篮亚锦赛，伊朗以72-50擊敗中國，中國止步亞軍。

### 2010年广州亚运会
2010年，孙悦作为中国国家队主力组织后卫随队获得亚运会冠军。

### 2011年武汉亚锦赛
2011年男篮亚锦赛中表現出色，在武汉体育中心进行的决赛争夺中，东道主中国男篮以70-69战胜约旦男篮，从而以9战全胜的不败战绩赢得本届亚锦赛冠军并获得唯一1张直通2012年伦敦奥运会的入场券。该场比赛CCTV-5的解说嘉宾为姚明、王仕鹏，易建联获得该届男篮MVP。

### 2012年伦敦奥运会
在2012年奥运会比赛中
中国队在小组赛中先后输给西班牙、俄罗斯、澳大利亚、巴西等，小组赛未能出线。

### 2013年马尼拉亚锦赛
中国队在第一阶段小组赛负于韩国队和伊朗队，第二阶段小组赛又遭到哈萨克斯坦队的的阻击差点败北，在半准决赛被中华队完成17分大逆转，78-96止步八强，最后勉强拿到第五，不仅创下回归亚锦赛后中国男篮一队的最差战绩，更失去了直接晋级2014年西班牙世锦赛的机会。

孙悦9场比赛一共只进了7球，场均2.2分2.8助攻，两分命中率21%，三分命中率14%，表现差劲，更被指出他在对韩国的比赛败局已定的情况下在板凳席上偷笑和在对印度的比赛中对防守失误的队友郭艾伦动粗，引发了中国球迷的不满和嘲讽。有些人甚至在网上留言，攻击孙悦的家人。对此，孙悦无奈地说：“外界的批评我也都虚心接受。但祸不及家人，没打好是我自己的问题，与我家人无关。有什么批评的都冲我来，请别辱骂诋毁我的家人。”

## NBA生涯
在NBA选秀之前，孙悦已经前往9支球队进行了试训，但是这其中唯独没有湖人队。据了解，孙悦所在ABA联赛北京奥神队的主场就设在洛杉矶，在比赛期间，湖人队曾多次派球探观看过孙悦的比赛。 在NBA的一份81位球新秀训练营体测数据报告中孙悦排在第42位，他的臂展有206厘米；孙悦的脂肪含量是5.1%，有些偏瘦（NBA球员脂肪含量一般在：6%至8%之间）。
2007年6月28日在2007年NBA选秀中以第二轮第40顺位入选洛杉矶湖人队。不過由于能力不足，孙悦在2007年7月7日被湖人队弃用，沒有與湖人隊簽約，仍舊隨奧神隊征戰ABA。經過北京奧運的精彩表現後，於2008年8月26日正式與湖人队簽約兩年。2008年12月8日孙悦加盟湖人之后，首次在NBA对阵密尔沃基雄鹿队的常规赛中亮相，在上场的5分14秒内，他得了4分、4次犯规。孙悦也成为继王治郅、孟克·巴特尔、姚明、田卧勇太和易建联之后，第6名在NBA常规赛中登场亮相的亚洲球员，也是第5名在NBA常规赛中登场亮相的中国球员和第2名在NBA常规赛中登场亮相的亚洲後衛。
但在湖人的陣容裡頭，孫悅拙劣的防守觀念和不足的投籃選擇，使得他在NBA中並未受到重用，上場的時間也被嚴重壓縮。
2009年3月，湖人队将孙悦下放至NBDL洛杉矶防御者。他在发展联盟的四场比赛中，场均拿下10.3分、3.5个篮板、3.5次助攻和2.25次盖帽，帮助捍卫者队获得了2胜。2009年總決賽孙悦回歸湖人，隨隊進行比賽，雖然有回歸，但依然也只是球隊的陪練角色，在季後賽沒上場過一分鐘就結束了，並随湖人队获得一枚总冠军戒指，亦是即孟克·巴特尔后第2位中國球員獲得此榮耀。
2009年8月NBA官网报道，由於孫悅在湖人並無顯著效用，洛杉矶湖人宣布正式裁退孙悦。湖人总经理库布查克表示，“我们认为这是最好的选择，他有其他去其他球队展示自己的天赋，获得属于他的上场时间。我们感激孙悦在上赛季为球队所作出的贡献，希望他在接下来的职业生涯中好运。考虑到球队现有阵容和深度，我们无法为孙悦提供足够的机会，他也不能靠自己得到出场时间。”
2009年9月，纽约尼克斯總裁唐尼-沃爾什正式宣布纽约尼克斯與孫悅簽約。同年10月8日，孙悦及其他三人被尼克斯解约。这也是其在三个月内第二次被裁。
2009年11月28日，孙悦重返北京奥神。

## 成都国际篮球邀请赛
2009年11月孫悅回到奧神，代表奧神參加成都國際籃球邀請賽，邀請了18支來自美国、欧洲、亚洲职业的篮球队，举办一届高水平的“汇聚真诚爱心、重建美好家园”的国际篮球邀请赛。
2010年2月6日對西弗吉尼亚烈焰队時，孫悅砍下45分，且有8次助攻和9个篮板，而這45分也创下孙悦在生涯中的个人得分新高。在2010成都国际篮球邀请赛中，孫悅平均拿下24.1分、6.3個籃板、7.7助攻、2.3抢断、2.7盖帽，數據十分全面。

## 单场个人记录
- 盖帽记录8次（洛杉矶ABA）
- 抢断记录6次（洛杉矶ABA）
- 得分记录45分（成都2月6日）
- 半场记录37分（成都2月6日）
- 单节最高得分19分（成都2月6日）
- 罚球记录10中10（成都1月22日）
- 助攻记录15次（成都1月22日）
- 三分球记录12个（成都2月6日）

## 争议
由于孙悦多次参加美国NBA球队的试训，而经常缺席中国男篮的训练，2007年6月13日当孙悦缺席在北京进行了一次公开训练后，脾气火爆的立陶宛教头尤纳斯发泄了对孙悦的不满说道：“他应该10日回来，现在他也没有回来。说到NBA水平的球员，我认为应该是被NBA选中并且在球队中获得位置的球员。如果他到了NBA只是坐冷板凳我不认为他就是具有了NBA水平的球员。大家都知道薛玉洋，他是被选中的球员，但是后来呢？”随后奥神俱乐部抛出一份长达2000字的声明，声称尤纳斯违反了篮球教练起码的职业道德，也直接改变了孙悦的NBA选秀结果和命运并要寻求法律手段讨个说法。
2009年亞洲篮球锦标赛结束后，孙悦被媒体曝出车震门丑闻。有记者拍到孙悦驾车带女友张如意去酒店开房，并声称孙悦驾车去了两个酒店，但这两个酒店客满，于是他便驾车到训练局宿舍南边的一处小树林中，与张如意在车上"缠绵"近50分钟。此事曝光后，成为了网络上的热点话题，张如意回应媒体称她已和孙悦分手，并说因为太不注意了才被记者拍下车震照片另一主角孙悦则说车震门被曝光不会对其产生什么影响，并称「一切都已经过去了，我不会再去想它，我现在要做的是更高更快地提高自己。

## 家庭
妻子：陳露